# Copa Ganadores de Copa 1970
De Recopa Sudamericana de Clubes 1970 - ook wel bekend onder de naam Copa Ganadores de Copa 1970 - was de eerste editie van deze Zuid-Amerikaanse voetbalcompetitie. Het Boliviaaanse Club Mariscal Santa Cruz won hun eerste internationale prijs door CD El Nacional uit Ecuador in de finale te verslaan.

## Deelnemers
Aan de Recopa Sudamericana de Clubes deden clubs mee die zich niet hadden gekwalificeerd voor de Copa Libertadores. Elk land had één deelnemer, maar Brazilië en Colombia schreven geen ploeg in.
| Land             | Deelnemer                       | Kwalificatie                    |
| ---------------- | ------------------------------- | ------------------------------- |
| Argentinië (AFA) | CA Atlanta                      | Bekerfinalist                   |
| Bolivia (FBF)    | Club Mariscal Santa Cruz        | Nummer 3                        |
| Chili (FFCh)     | Club Unión Española             | Winnaar Pre-Recopa Sudamericana |
| Ecuador (FEF)    | CD El Nacional                  | Bekerwinnaar                    |
| Paraguay (APF)   | Club Libertad                   | Nummer 3                        |
| Peru (FPF)       | Club Centro Deportivo Municipal | Nummer 3                        |
| Uruguay (AUF)    | Rampla Juniors FC               | Bekerwinnaar                    |
| Venezuela (FVF)  | UD Canarias                     | Bekerfinalist                   |

## Toernooi-opzet
De deelnemende clubs werden in twee groepen verdeeld. De ploegen speelden een halve competitie tegen elkaar die in één land werd afgewerkt. De groepswinnaars kwalificeerden zich voor de finale, die over twee duels werd gespeeld.

### Groepsfase
De groepsfase vond plaats tussen 8 maart en 5 april. De groepswinnaars plaatsten zich voor de finale.

#### Groep 1
In Groep 1 zaten de deelnemers uit Brazilië, Colombia, Ecuador, Paraguay en Venezuela. Omdat er uiteindelijk geen Braziliaanse en Colombiaanse deelnemer waren werd deze groep gereduceerd tot drie ploegen. De wedstrijden werden in Quito (Ecuador) gespeeld.
| Datum    | Team        | Score | Team     |
| -------- | ----------- | ----- | -------- |
| 8 maart  | El Nacional | 0 - 0 | Canarias |
| 11 maart | Canarias    | 0 - 0 | Libertad |
| 15 maart | El Nacional | 4 - 1 | Libertad |

| Nr. | Club          | Wedstrijden | Wedstrijden | Wedstrijden | Wedstrijden | Doelpunten | Doelpunten | Doelpunten | Punten |
| --- | ------------- | ----------- | ----------- | ----------- | ----------- | ---------- | ---------- | ---------- | ------ |
| Nr. | Club          | G           | W           | G           | V           | V          | T          | Saldo      | Punten |
| 1   | El Nacional   | 2           | 1           | 1           | 0           | 4          | 1          | +3         | 3      |
| 2   | UD Canarias   | 2           | 0           | 2           | 3           | 0          | 0          | 0          | 2      |
| 3   | Club Libertad | 2           | 0           | 1           | 1           | 1          | 4          | −3         | 1      |

#### Groep 2
Groep 2 bestond uit de deelnemers uit Argentinië, Bolivia, Chili, Peru en Uruguay. De meeste wedstrijden werden in La Paz (Bolivia) gespeeld. De wedstrijden van Rampla Juniors tegen Deportivo Municipal en tegen Atlanta vonden plaats in Cochabamba (ook in Bolivia).
| Datum    | Team                | Score | Team           |
| -------- | ------------------- | ----- | -------------- |
| 22 maart | Mariscal Santa Cruz | 1 - 0 | Atlanta        |
| 22 maart | Municipal           | 1 - 1 | Unión Española |
| 26 maart | Municipal           | 3 - 4 | Atlanta        |
| 26 maart | Rampla Juniors      | 0 - 1 | Unión Española |
| 28 maart | Unión Española      | 3 - 3 | Atlanta        |
| 29 maart | Mariscal Santa Cruz | 4 - 1 | Rampla Juniors |
| 2 april  | Mariscal Santa Cruz | 2 - 1 | Unión Española |
| 2 april  | Rampla Juniors      | 1 - 1 | Municipal      |
| 4 april  | Atlanta             | 2 - 0 | Rampla Juniors |
| 5 april  | Mariscal Santa Cruz | 1 - 1 | Municipal      |

| Nr. | Club                    | Wedstrijden | Wedstrijden | Wedstrijden | Wedstrijden | Doelpunten | Doelpunten | Doelpunten | Punten |
| --- | ----------------------- | ----------- | ----------- | ----------- | ----------- | ---------- | ---------- | ---------- | ------ |
| Nr. | Club                    | G           | W           | G           | V           | V          | T          | Saldo      | Punten |
| 1   | C. Mariscal Santa Cruz  | 4           | 3           | 1           | 0           | 8          | 3          | +5         | 7      |
| 2   | CA Atlanta              | 4           | 2           | 1           | 1           | 9          | 7          | +2         | 5      |
| 3   | Club Unión Española     | 4           | 1           | 2           | 1           | 6          | 6          | 0          | 4      |
| 4   | Cl. Cen. Dep. Municipal | 4           | 0           | 3           | 1           | 6          | 7          | −1         | 3      |
| 5   | Rampla Juniors FC       | 4           | 0           | 1           | 3           | 2          | 8          | −6         | 1      |

### Finale
|               |             |       |                          |                                                                           |
| 19 april 1970 | El Nacional | 0 - 0 | Club Mariscal Santa Cruz | Estadio Olímpico Atahualpa, Quito Scheidsrechter: Ramón Barreto (Uruguay) |
| 19 april 1970 |             |       |                          | Estadio Olímpico Atahualpa, Quito Scheidsrechter: Ramón Barreto (Uruguay) |

|               |                          |       |             |                                                                                             |
| 26 april 1970 | Club Mariscal Santa Cruz | 2 - 0 | El Nacional | Estadio Hernando Siles, La Paz Toeschouwers: 30.000 Scheidsrechter: Sosa Miranda (Paraguay) |
| 26 april 1970 | Báez 40', 57' (pen.)     |       |             | Estadio Hernando Siles, La Paz Toeschouwers: 30.000 Scheidsrechter: Sosa Miranda (Paraguay) |

 Club Mariscal Santa Cruz wint met 2–0 over twee wedstrijden.

| Winnaar Recopa Sudamericana de Clubes 1970 |
| ------------------------------------------ |
| Club Mariscal Santa Cruz 1e titel          |